# Homoeoxipha obliterata
Homoeoxipha obliterata is een rechtvleugelig insect uit de familie krekels (Gryllidae). De wetenschappelijke naam van deze soort is voor het eerst geldig gepubliceerd in 1927 door Caudell. De soort komt voor in Zuidoost-Azië en Australië. 